# Hans Hauser
Hans Hauser   (Aigen, 3 d'octubre de 1911 - Salzburg, 27 de juliol de 1974) va ser un esquiador alpí i fons austríac que va competir durant la dècada de 1930.
En el seu palmarès destaquen una medalla de plata i una de bronze al Campionat del Món d'esquí alpí de 1932 i una de bronze al de 1933. Aquell mateix 1933, i en anys posteriors, va disputar el Campionat del Món d'esquí nòrdic, però sense aconseguir cap medalla. No va poder prendre part en els Jocs Olímpics d'Hivern de 1936 perquè en aquells moments treballava com a monitor d'esquí, cosa que contravenia la normativa olímpica del moment. Per aquest motiu es va traslladar als Estats Units per treballar amb William Averell Harriman desenvolupant l'àrea d'esquí de Sun Valley, a l'estat d'Idaho.
Amb l'inici de la Segona Guerra Mundial es va quedar als Estats Units, on va treballar com a director d'una escola d'esquí a Sun Valley. Es casà amb Virginia Hill, anteriorment vinculada al mafiós Bugsy Siegel, i el 1950 va tenir el primer fill. Posteriorment es va traslladar a Suïssa, on la seva dona es va suïcidar el 1966 i el seu fill morí en un accident de cotxe. Finalment Hans Hauser se suïcidà el 27 de juliol de 1974 a Salzburg.